# Borobadilepe
Borobadilepe – wieś w Botswanie w dystrykcie Southern. Według spisu ludności z 2011 roku wieś liczyła 330 mieszkańców.